# Adolf Born
Adolf Born, češki slikar in ilustrator, * 12. junij 1930, České Velenice, Češkoslovaška (sedaj Češka), † 22. maj 2016, Praga.